# Conor Dunne
Conor Dunne (St Albans (Inglaterra), 22 de janeiro de 1992) é um ciclista irlandês que foi profissional entre 2014 e 2019.
A 30 de dezembro de 2019 anunciou a sua retirada como ciclista profissional depois de não encontrar nenhuma equipa para competir durante o ano de 2020.

## Palmarés
2013
- 1 etapa do An Post Rás

2015
- 3.º no Campeonato da Irlanda em Estrada

2016
- Rutland-Melton International CiCLE Classic

2017
- 3.º no Campeonato da Irlanda em Estrada

2018
- Campeonato da Irlanda em Estrada

## Resultados nas Grandes Voltas e Campeonatos do Mundo
Durante a sua carreira desportiva tem conseguido os seguintes postos nas Grandes Voltas.
| Carreira           | 2014 | 2015 | 2016 | 2017  | 2018 | 2019  |
| ------------------ | ---- | ---- | ---- | ----- | ---- | ----- |
| Giro d'Italia      | -    | -    | -    | -     | -    | 135.º |
| Tour de France     | -    | -    | -    | -     | -    | -     |
| Volta a Espanha    | -    | -    | -    | 158.º | -    | -     |
| Mundial em Estrada | -    | Ab.  | -    | Ab.   | Ab.  | Ab.   |

-: não participa 

Ab.: abandono 

## Equipas
- An Post-ChainReaction (2014-2015)
- JLT Condor (2016)
- Aqua Blue Sport (2017-2018)
- Israel Cycling Academy[2] (2019)